# Association de la ville et des communes de la région de Bruxelles-Capitale
L’Association de la ville et des communes de la région de Bruxelles-Capitale est une asbl au service des pouvoirs locaux de la Région de Bruxelles-Capitale. Elle a été créée par ceux-ci en 1993.

## Historique
L'Association de la ville et des communes de la région de Bruxelles-Capitale est issue de la régionalisation de l'Union des villes et communes belges.

## Membres
- effectifs : les membres constituants (fondateurs) et les 19 communes de la Région de Bruxelles-Capitale ;
- adhérents: les 19 CPAS de la Région de Bruxelles-Capitale, les associations formées entre eux, les intercommunales dont le siège social est établi dans une des communes de la Région ;
- correspondants: toute autre personne intéressée aux activités de l'Association.

Les communes membres et les CPAS paient une cotisation annuelle, en fonction de leur population. 
La Section CPAS de l’Association a de propres organes de gestion.

## Administrateurs
- Marc Cools, président
- Jos Bertrand, 1er vice-président
- Ridouane Chahid, 2e vice-président
- Bernard Ide, 3e vice-président